# Slavko Krajcar
Slavko Krajcar (Krajcar Breg, 14. siječnja 1951. – Fuškulin, 18. lipnja 2021.), član Uprave HATZ-a, sveučilišni profesor, kulturni pregalac.

## Životopis
Rođen u Krajcar Brijegu, općina Žminj 1951. godine. U Sv. Petru u Šumi pohađao je osnovnu školu, a Srednju tehničku školu u Puli. Studirao u Zagrebu gdje je diplomirao 1973. na Elektrotehničkom fakultetu. Od završetka studija zaposlio se na Zavodu za visoki napon i energetiku tada Elektrotehničkog fakulteta na kojem je u početku radio kao asistent na grupi predmeta „Proizvodnja električne energije“. Magistrirao je 1980. godine, a doktorirao 1988. godine na Elektrotehničkom fakultetu Sveučilišta u Zagrebu. Godine 1990. izabran je u znanstvenonastavno zvanje docenta, godine 1997. u zvanje izvanrednog profesora, a godine 2002. u zvanje redovitog profesora, sve na Zavodu za visoki napon i energetiku na kojem je proveo svoj cijeli radni vijek, punih 46 godina. U svibnju 2021. Senat Sveučilišta u Zagrebu izabrao ga je za profesora emeritusa. Na Fakultetu elektrotehnike i računarstva je bio pomoćnik dekana za materijalna i financijska pitanja 1991.-96., prodekan za poslovanje 1996.-98., te dekan u dva mandata 1998.-2000. i 2000.-02., nakon čega je bio predstojnik svog matičnog Zavoda za visoki napon i energetiku od 2002. do 2006. godine.
Bio je redoviti član Akademije tehničkih znanosti Hrvatske i njezin član Uprave te predsjednik Hrvatskog društva za rasvjetu. Bio je čest sudionik okruglih stolova, radio i TV emisija, pisao je kolumne, moderirao okrugle stolove i skupove. Često je davao intervjue za medije.
Pored predavanja na zagrebačkom sveučilištu, održavao je predavanja za dijelove kolegija na Sveučilištima u Trondheimu, Beogradu, Skopju, Podgorici i Sarajevu.
Bio je član izvršnoga odbora Međunarodnog vijeća za velike elektroenergetske sustave (CIGRE), član Novčarskoga vijeća MZT-a, predsjednik organizacijskog odbora međunarodne konferencije Information Technology Interfaces – ITI (1991.-2001.), direktor časopisa Journal on Computing and Information Technology – CIT. Također je bio član uređivačkih odbora više znanstvenih časopisa među kojima su: International Journal of Electrical Power and Energy Systems, Technological forecasting, Applied Energy, Sustainable Energy Technologies and Assessment, Energy Conservation and Management, Journal of Cleaner Production, Energies, Renewable energy, World Electric Vehicle Journal, Sustainability.
Bio je jedan od voditelja izrade Energetske strategije Hrvatske i Strategije energetske učinkovitosti. Također, bio je i jedan od pionira energetske tranzicije u Hrvatskoj, svjestan potrebe za prelaskom na niskougljičnu energiju i gospodarstvo i svih izazova na tom putu. Jednom prilikom ostavio je poruku koja odražava njegov vječno pozitivan stav: „Kao i u svakoj drugoj tranziciji svi odgovori danas ne postoje. No, valja biti optimist. Odgovora da već danas krenemo u tom smjeru ima dovoljno, a ostatak ćemo razvijati putem.“
Osim u svojoj struci bio je aktivan i u kulturi, u dva mandata bio je predsjednik Čakavskog sabora, pored ostaloga izdao je dvije zbirke svojih pjesama i uredio četiri knjige vezane za kulturu.

## Nagrade i priznanja
Za svoj iznimni rad  dobio je brojne ugledne nagrade i priznanja, a ističu se:
- zlatna plaketa "Josip Lončar" 2002. godine za dugogodišnji predani nastavni i znanstveno istraživački rad, te izuzetni doprinos svekolikom razvoju Fakulteta elektrotehnike i računarstva
- posebno priznanje za obnovu i razvoj Sveučilišnog računskog centra (SRCE) u povodu 40. obljetnice osnivanja 2011.
- priznanje HO CIRED za veliki stručni doprinos razvoju elektrodistribucijske djelatnosti (nagrada za životni opus) 2014.
- priznanje HRO CIGRE za svekoliki doprinos elektroenergetske djelatnosti u Republici Hrvatskoj (nagrada za životni opus) 2018.
- nagrada "Nikola Tesla" Hrvatske sekcije IEEE za izniman doprinos znanosti, obrazovanju i struci u području elektrotehnike i računarstva te značajna ostvarenja u primjeni elektrotehnike i informacijske tehnologije 2020.[3]